# KS Kielce
Il KS Iskra Kielce SA, noto per ragioni di sponsorizzazione come Industria Kielce, è una squadra di pallamano maschile polacca di Kielce, fondata nel 1965.

## Storia
Nel 1935 nella fabbrica di armi Granat a Kielce fu istituita la Sports- Educational Society Granat. Dopo la seconda guerra mondiale la fabbrica di armi Granat cambiò nome in Metal Factory Kielce (ZMK) e divenne sede del club sportivo Stal ZMK, che in seguito, nel 1957, venne ribattezzato Iskra.
Nel dicembre del 1965 lo Sport Club “Iskra” comprò i giocatori della TKKF, istituendo la squadra di pallamano che, dopo 5 anni di competizioni, venne promossa alla III Central League e, in seguito, alla II League.
Nella primavera del 1973, le due società sportive di Kielce, SHL ed Iskra, si dichiararono pronte alla fusione, avvenuta nel luglio dello stesso anno. Il nuovo club fu chiamato Korona Kielce e fu registrato come Korona Associazione Sportiva di Kielce, includendo al suo interno quattro settori: calcio, pallamano, ciclismo e motociclismo.
Il 16 marzo del 1975 la squadra di pallamano di Kielce venne promossa per la prima volta al campionato maggiore.
Dieci anni più tardi, la squadra ottenne il primo riconoscimento importante, vincendo la Coppa della Polonia.
A partire dalla seconda metà del 1989, il Korona Club attraversò diversi problemi finanziari ed organizzativi, durante i quali cambiò nuovamente nome ritornando ad essere Iskra Kielce. Si aprì così una nuova
pagina nella storia della squadra. Fu quello il periodo dell'era d'oro, con una serie di successi e trionfi che portarono il club a vincere il campionato per due anni consecutivi e ad affacciarsi sul panorama europeo.
Il cambiamento più considerevole si ebbe però nel 2002, quando la squadra venne acquistata da Bertus Servaas, importante uomo d'affari, proprietario della Vive Textile Recycling.
Nell'agosto 2009, il club firmò un contratto di 5 anni con Kielce Fiera (Targi Kielce). L'azienda è stata lo sponsor ufficiale della squadra fino al 2017, che ha cambiato il suo logo e il nome in Vive Targi Kielce. Dal 2020 il main sponsor è il birrificio polacco Łomza.
Nella stagione 2015-2016 il club ha vinto per la prima volta nella sua storia la EHF Champions League.

## Cronologia dei nomi
- 1965-1973: Iskra Kielce
- 1973-1991: Korona Kielce
- 1991-1994: Iskra Kielce
- 1994-1996: Iskra/Ceresit Kielce
- 1996-1998: Iskra Kielce
- 1998-1999: Iskra/Lider Market Kielce
- 2000: Strzelec/Lider Market Kielce
- 2001-2002: Kolporter/Lider Market Kielce
- 2002: Kolporter Kielce
- 2002-2009: Vive Kielce
- 2009-2014: Vive Targi Kielce
- 2014-2017: Vive Tauron Kielce
- 2017-2020: PGE Vive Kielce
- 2020-2022: Łomża Vive Kielce
- 2022: Łomża Industria Kielce
- 2023: Industria Kielce
- 2023: Barlinek Industria Kielce
- 2023-oggi: Industria Kielce

## Palmarès

### Titoli nazionali
- Campionato polacco: 20
1992-93, 1993-94, 1995-96, 1997-98, 1998-99, 2002-03, 2008-09, 2009-10, 2011-12, 2012-13, 2013-14, 2014-15, 2015-16, 2016-17, 2017-18, 2018-19, 2019-20, 2020-21, 2021-22, 2022-23
- Coppa di Polonia: 18
1984-85, 1999-00, 2002-03, 2003-04, 2005-06, 2008-09, 2009-10, 2010-11, 2011-12, 2012-13, 2013-14, 2014-15, 2015-16, 2016-17, 2017-18, 2018-19, 2020-21, 2024-25

### Titoli internazionali
- EHF Champions League: 1

2015-16

## Rosa 2025-2026
| N° | Naz.                            | Ruolo | Sportivo          | Anno |  |  |
| -- | ------------------------------- | ----- | ----------------- | ---- |  |  |
| 1  | Polonia (bandiera)              | P     | Adam Morawski     | 1994 |  |  |
| 4  | Polonia (bandiera)              | T     | Piotr Jędraszczyk | 2001 |  |  |
| 5  | Polonia (bandiera)              | T     | Michał Olejniczak | 2001 |  |  |
| 9  | Polonia (bandiera)              | T     | Szymon Sićko      | 1997 |  |  |
| 10 | Spagna (bandiera)               | T     | Alex Dujshebaev   | 1992 |  |  |
| 11 | Francia (bandiera)              | A     | Benoît Kounkoud   | 1997 |  |  |
| 15 | Spagna (bandiera)               | T     | Jorge Maqueda     | 1988 |  |  |
| 16 | Bosnia ed Erzegovina (bandiera) | P     | Bekir Čordalija   | 2003 |  |  |
| 22 | Slovenia (bandiera)             | P     | Klemen Ferlin     | 1989 |  |  |
| 23 | Polonia (bandiera)              | A     | Arkadiusz Moryto  | 1997 |  |  |
| 24 | Spagna (bandiera)               | T     | Daniel Dujshebaev | 1997 |  |  |
| 42 | Egitto (bandiera)               | T     | Hassan Kaddah     | 2000 |  |  |
| 50 | Bielorussia (bandiera)          | PV    | Artsem Karalek    | 1996 |  |  |
| 88 | Slovenia (bandiera)             | T     | Aleks Vlah        | 1997 |  |  |
| 93 | Polonia (bandiera)              | PV    | Łukasz Rogulski   | 1993 |  |  |
| 97 | Francia (bandiera)              | PV    | Théo Monar        | 2001 |  |  |
| 98 | Polonia (bandiera)              | A     | Piotr Jarosiewicz | 1998 |  |  |
| 99 | Francia (bandiera)              | A     | Dylan Nahi        | 1999 |  |  |

### Staff
- Allenatore:  Talant Dujšebaev
- Vice allenatore:  Krzysztof Lijewski
- Preparatore portieri:  Tomasz Błaszkiewicz
- Team manager:  Artur Łata